# Бомбайска котка
През 1953 г. американката Ники Хорнър е твърдо решена да създаде котка, която е възможно най-близка до любимия ѝ герой черната пантера Багира от „Книга за джунглата“ на Ръдиард Киплинг. 5 години по-късно успява да получи желаната мини пантера чрез кръстоска между черна американска късокосместа котка с тъмномедни на цвят очи и женска черна бирманска късокосместа котка. Породата е официално призната от CFA (Cat Fanciers Association) през 1970 година.
Бомбайската котка е любяща и спокойна. Много общителна котка, която не обича да бъде сама и постоянно търси контакт със собственика. Щастливо приема съжителството с други животни и деца. Интелигентна е и лесно може да бъде обучена на някои трикове, както и да изпълнява прости команди – да носи предмети или да скача в ръцете ни, когато я повикаме. Котката е със средни размери. Главата е закръглена с широко лице. Очите са големи и добре раздалечени в тъмномедни цветове. Козината е къса и лъскава. Цветът на козината е абсолютно черен в цялата си дължина до корена. Бомбайската котка не се нуждае от често разресване, тъй като козината ѝ е къса.